# Wejs Ahmad
Wejs Ahmad (pers. ويس احمد) – wieś w zachodnim Iranie, w ostanie Kermanszah. W 2006 roku miejscowość liczyła 135 mieszkańców w 31 rodzinach.